# Epiphaxum auloporoides
Epiphaxum auloporoides är en korallart som först beskrevs av Lonsdale 1850.  Epiphaxum auloporoides ingår i släktet Epiphaxum och familjen Lithothelestidae. Inga underarter finns listade i Catalogue of Life.